# Trésor de Gourdon
Pour les articles homonymes, voir Gourdon.
Le trésor de Gourdon est un ensemble de pièces d'orfèvrerie et de monnaies découvert en 1845 à Gourdon, en Saône-et-Loire et actuellement conservé au musée de la bibliothèque nationale de France pour l'orfèvrerie. Il se compose d'un calice, d'une patène en or cloisonné de grenats et de turquoises ainsi que d'une centaine de monnaies, également en or, qui permettent de le dater de la fin de l'époque gallo-romaine ou du début de la période mérovingienne.

## Histoire de la découverte

Localisation historique de Gourdon à l'époque de l'enfouissement du trésor, entre Saône et Loire.

La ville de Gourdon possédait, au VIe siècle, un monastère, d'où pourraient provenir ces objets. Les monnaies d'or retrouvées avec les objets ont permis de dater leur enfouissement vers 524 : on pense qu'un moine aurait pu cacher le tout de peur que l'abbaye soit pillée par une attaque franque contre le royaume burgonde. Le trésor ne fut découvert que fortuitement par une jeune bergère, Louise Forest, en 1845, dissimulé sous une tuile romaine gravée d'une croix, et déterré par son maître le fermier Darras, qui s'appropria le tout. Un contentieux sur la possession du trésor opposant Gabriel Tainturier, le propriétaire du terrain, et le père de Louise Forest aux fermiers Darras et Bertrand fut arbitré en 1845 devant les juridictions de Chalon-sur-Saône puis de Dijon, qui répartirent les monnaies entre le propriétaire du terrain et la jeune Louise, inventrice du trésor, et condamnèrent les fermiers à leur verser un dédommagement. Le calice et la patène, non partageables, furent déposés au greffe en vue de leur vente. Tainturier fit cadeau à la municipalité de Dijon de quatre monnaies d'or, conservée à la Bibliothèque de la ville.
Le trésor fut vendu aux enchères le 20 juillet 1846 à Paris, le calice et la patène furent acquis par Charles Lenormant, conservateur du Cabinet des médailles, tandis que les pièces, un lot de 104 monnaies d'or qu'il dédaignait, furent dispersées auprès de divers acheteurs, qui en fondirent certaines. Charles Lenormant répara en partie sa négligence en rachetant en 1851 à un des acquéreurs un lot de 44 monnaies, dont au moins trente-trois triens provenaient probablement du trésor de Gourdon.

## Contenu du trésor

### Le calice

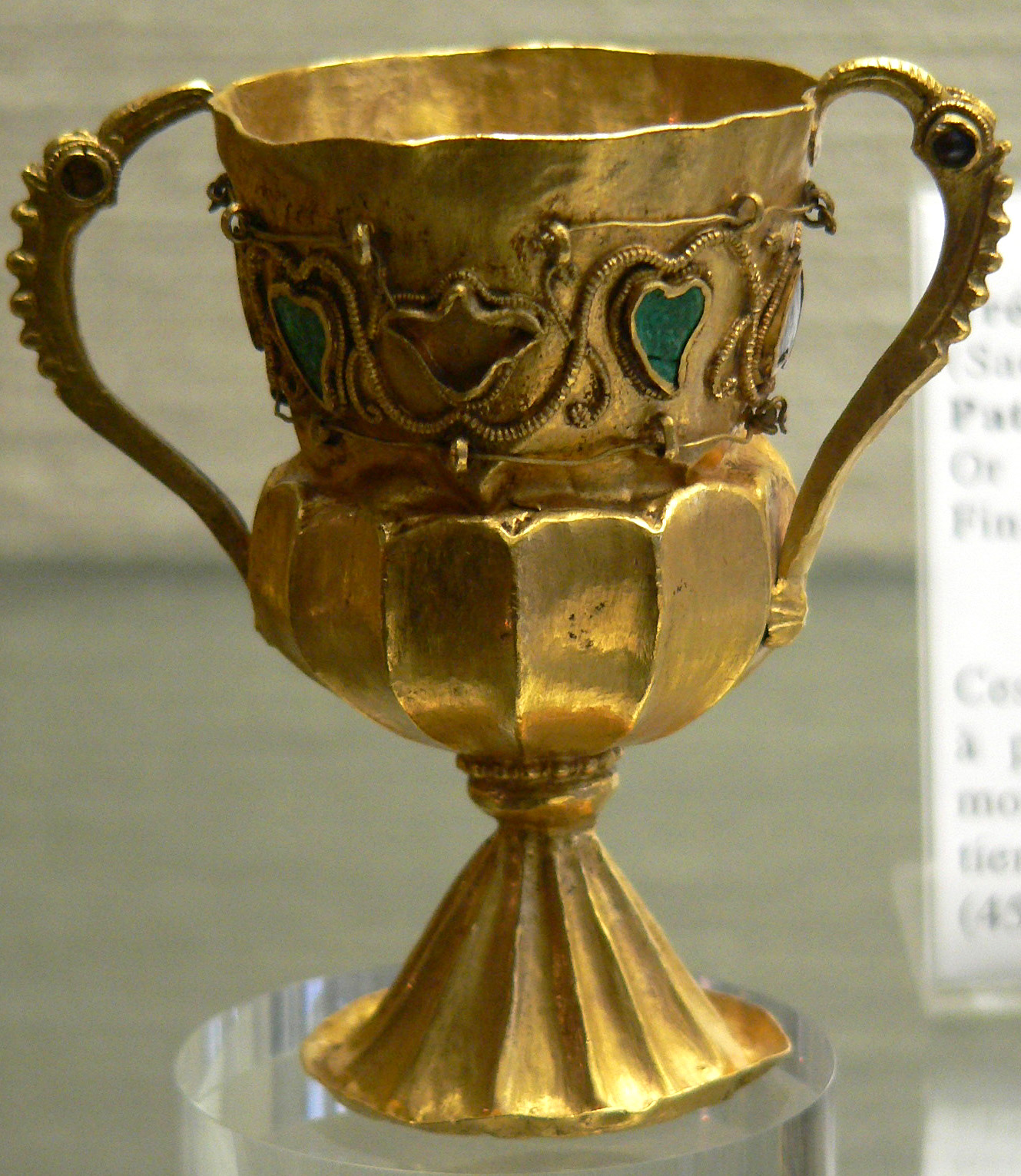
Le calice de Gourdon.

Le calice est un petit objet, haut de 7,5 cm, pourvu d'un pied tronconique, d'une panse profonde et de deux anses aviformes très stylisée  : l'oiseau n'est reconnaissable qu'à son bec et au grenat qui forme l'œil. La panse se divise en une partie godronnée au-dessus de laquelle se déploie un décor de fils d'or et de pierres (turquoises, grenats) cloisonnées taillées en forme de cœur et de palmettes.

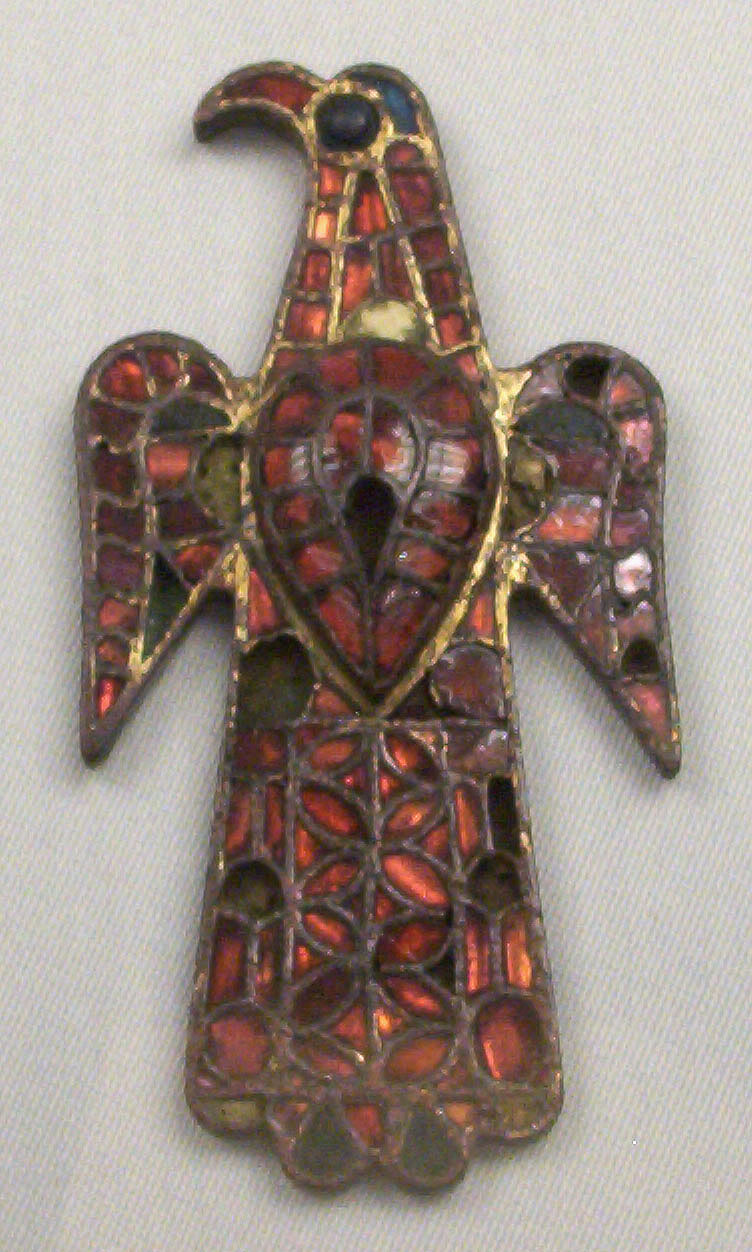
Fibule aquiliforme wisigothique, VIe siècle, or cloisonné de grenats, Musée des antiquités de Madrid.

On peut rapprocher la forme du calice de celle des canthares de céramique ou de métal utilisées à Rome pour le vin. Par contre, le décor est tout à fait « barbare », tant dans son iconographie que dans sa technique. En effet, alors que l'Empire romain développait une architecture et des arts nécessitant des installations durables, comme la céramique, les peuples nomades créaient des objets légers, facilement transportables, soit en particulier de l'orfèvrerie. Ce sont eux qui ont mis au point la technique du cloisonné, utilisée dans le calice de Gourdon, tout comme dans la patène d'ailleurs, et qui consiste à insérer une pierre en force entre des cloisons d'or.
De même, le motif des oiseaux pourrait faire référence à l'aigle de l'Empire romain, mais il est plus probable qu'il dérive du fond de motifs communs aux peuples dits « barbares ». On trouve des oiseaux dans de nombreuses pièces d'orfèvrerie tant franques que wisigothes ou lombardes.

### La patène

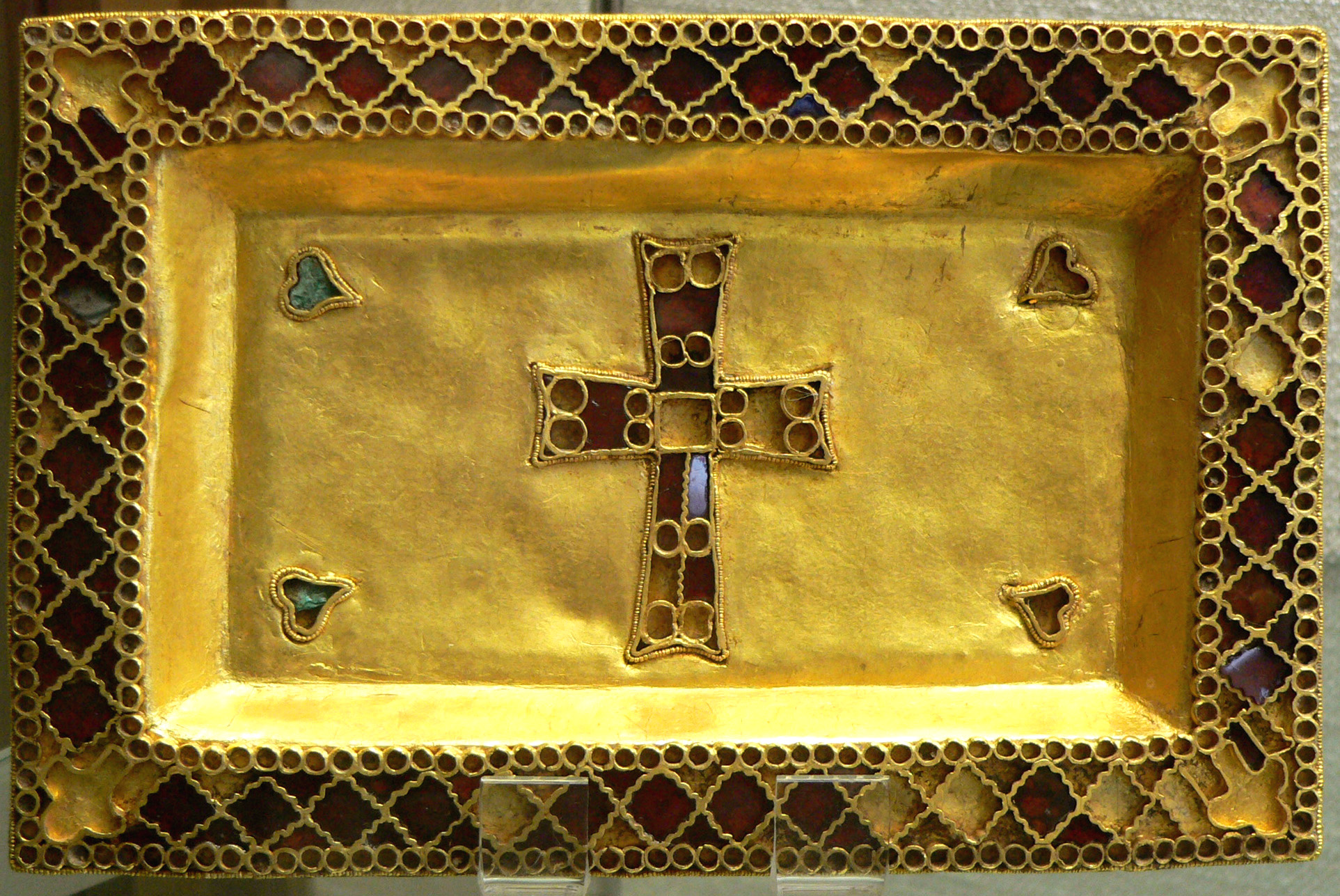
La patène de Gourdon.

La patène est un objet de forme rectangulaire, de 19,5 cm de longueur pour 12,5 cm de largeur, et profonde de 1,6 cm. Elle présente une bordure couverte de grenats cloisonnés, une croix également en grenats en son centre et quatre motifs cordiformes dans les coins en turquoise. On y retrouve ce syncrétisme entre tradition « barbare » du cloisonné et des cœurs, influence romaine dans l'organisation bien structurée et symétrique, et religion chrétienne, adoptée par les Burgondes et qui retransparaît ici dans la croix et la fonction de cet objet, à savoir présenter l'hostie. On peut noter que dans cet exemple très ancien, la patène n'est pas encore ronde et adaptée à la forme du calice, telle qu'elle le deviendra dès la période carolingienne.

### Les monnaies

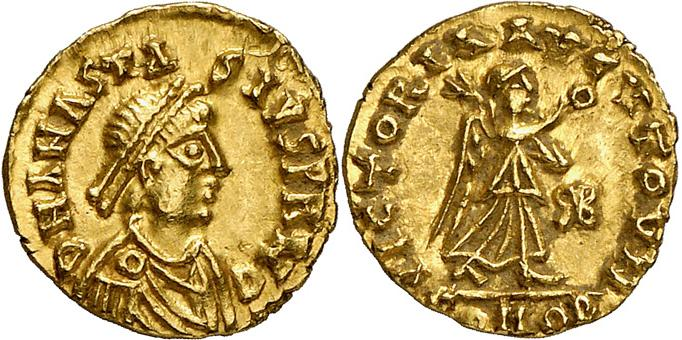
Triens au nom de l’empereur Anastase Ier (491-518), au monogramme du roi Gondebaud (473-516) - Origine indéterminée.

Les 104 monnaies d'or mises en vente aux enchères furent dispersées auprès d'acheteurs dont le nom ne fut pas relevé, et dont certains qui ne s'intéressaient qu'au métal, les fondirent. Au moment de la vente, une liste sommaire fut établie par Cl. Rossignol, numismate et membre de la société historique et archéologique de Chalon-sur-Saône, qui identifia des pièces à l'effigie d'empereurs romains d'Orient : un solidus de Léon Ier (457-474), un autre de Zénon (474-491), 14 solidi et 63 triens (tiers de solidus) d'Anastase Ier (491-518), 20 solidi et 5 triens de Justin Ier (518-527). Rossignol remarqua l'excellent état des monnaies de Justin, qui semblaient directement sorties de l'atelier de frappe. Il les décrivit ainsi : à l'avers la légende DNIVSTINVSPPAVC, titulature impériale qui se développe en « D[ominus] N[obilissimus] Justinus P[ater] P[atriae] Aug[ustus] », et au revers une Victoire avec la légende VICTORIAAVCCCIS.
Seules rescapées de la dispersion provoquée par la vente, quatre pièces que Tainturier offrit à la ville de Dijon et que conserve la bibliothèque de Dijon purent être examinées en 1848 par Charles Lenormant, conservateur du cabinet des médailles de Paris. Ce petit lot comportait un solidus et un triens d'Anastase, un solidus et un triens de Justin. Lenormant remarqua sur le revers de chacune des monnaies d'Anastase un monogramme de forme cursive entrelacée, qu'il identifia comme ceux de deux rois burgondes, Gondebaud (473-516) et Sigismond (516-524), contemporains de l'empereur Anastase (491-518).

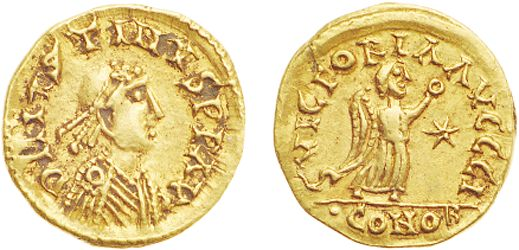
Triens au nom de Justin Ier. Victoire avec la légende SVICTORIAAVCCCI, commençant par S et se terminant par I pour SIGISMOND. Origine inconnue, médaillier du musée des beaux-arts de Lyon.

Les deux monnaies de Justin ne montraient pas de monogramme dessiné sur le revers, mais sous la représentation d'une Victoire la légende VICTORIAAVCCCIS sur le solidus et SVICTORIAAVCCCI sur le triens. Si la partie VICTORIA AVCCC se comprend classiquement comme « la Victoire des Augustes », les lettres S et I ou IS qui la complètent posent un problème d'interprétation. Les numismates les retrouvent sur d'autres monnaies à l'effigie de Justin frappées avec les mêmes coins, découvertes après la trouvaille du trésor de Gourdon. Plutôt que la marque de l'atelier monétaire d'Isarnodorum (actuellement le village d'Izernore dans l'Ain), les numismates y voient le début du nom d'un roi barbare contemporain de Justin, qui ne peut être que le burgonde Sigismond.
Sur le lot de 44 monnaies que Charles Lenormant racheta en 1851 à un des acquéreurs de la vente de 1848, vingt-neuf sont des triens au nom d'Anastase, dont douze portent le monogramme de Gondebaud, quatre celui de Sigismond et onze sont dépourvues de marque. Quatre autres triens sont au nom de Justin, les onze restant étant au nom de Justinien. Le numismate Jean Lafaurie estime que les trente-trois monnaies d'Anastase et de Justin provenaient probablement du trésor de Gourdon.

## Conclusions sur l'origine du trésor
En 1872, Charles Jules Labarte (de) voyait le trésor de Gourdon comme un cadeau de pièces d'or offertes sur un plateau d'or par l'empereur Justin Ier au patrice burgonde Sigismond, et considérait le plateau et le calice comme de l'orfèvrerie orientale. L'examen numismatique de ce qui reste du trésor indique au contraire des émissions à l'effigie impériale issues d'un atelier monétaire burgonde, confirmant l'origine également locale des deux pièces d'orfèvrerie.